# Changzhou
Pour les articles homonymes, voir Changzhou (homonymie).
Changzhou (chinois : 常州 ; pinyin : Chángzhōu ; EFEO : Tch'ang-Tcheou) est une ville de la province du Jiangsu en Chine. On y parle le dialecte de Changzhou du groupe des dialectes de Taihu du wu.
On y trouve entre autres les parcs de loisirs China Dinosaurs Park et World Joyland.

## Géographie
Changzhou se trouve à 115 km à l'est-sud-est de Nankin, la capitale provinciale, à 157 km à l'ouest-nord-ouest de Shanghai à 957 km au sud-sud-est de Pékin.

## Économie
Une des activités artisanales locales est la production de peignes en bois peints, célèbres dans toute la Chine.
En 2005, le PIB total était de 87,2 milliards de yuans, et le PIB par habitant de 32 597 yuans.
Aujourd'hui Changzhou compte de nombreux sites de production industrielle. La ville est à une heure de Shanghai par la LGV Pékin - Shanghai, un des trains les plus rapides au monde. Il est aussi possible de se rendre à Pékin en moins de cinq heures. Un système de bus nommé BRT permet des déplacements faciles dans la ville et les centres commerciaux sont nombreux dans le centre. Par ailleurs, un futur métro est en construction.
Changzhou possède un aéroport (code AITA : CZX). Nommé Changzhou Benniu JiChang.

## Subdivisions administratives
La ville-préfecture de Changzhou exerce sa juridiction sur six subdivisions (cinq districts et une ville-district) :
- le district de Zhonglou - 钟楼区 Zhōnglóu Qū ;
- le district de Tianning - 天宁区 Tiānníng Qū ;
- le district de Xinbei - 新北区 Xīnběi Qū ;
- le district de Wujin - 武进区 Wǔjìn Qū ;
- la district de Jintan - 金坛区 Jīntán Qū  ;
- la ville de Liyang - 溧阳市 Lìyáng Shì.

L'ancien district de Qishuyan (戚墅堰区 Qīshùyàn Qū) a été intégré au district de Wujin.

## Climat
| Mois                              | jan. | fév. | mars | avril | mai   | juin  | jui.  | août  | sep. | oct. | nov. | déc. | année |
| --------------------------------- | ---- | ---- | ---- | ----- | ----- | ----- | ----- | ----- | ---- | ---- | ---- | ---- | ----- |
| Température minimale moyenne (°C) | 0    | 1,4  | 5,2  | 10,9  | 16,3  | 20,9  | 25    | 24,7  | 20,1 | 14,3 | 7,9  | 2    | 12,4  |
| Température maximale moyenne (°C) | 7,1  | 8,6  | 12,9 | 19,6  | 25,1  | 28,3  | 31,8  | 31,6  | 27,1 | 22,2 | 16   | 10   | 20    |
| Précipitations (mm)               | 44,6 | 53,7 | 89,2 | 81,2  | 102,4 | 189,3 | 171,7 | 116,1 | 92,2 | 68,7 | 52,7 | 29,6 | 1 091 |

## Galerie photo

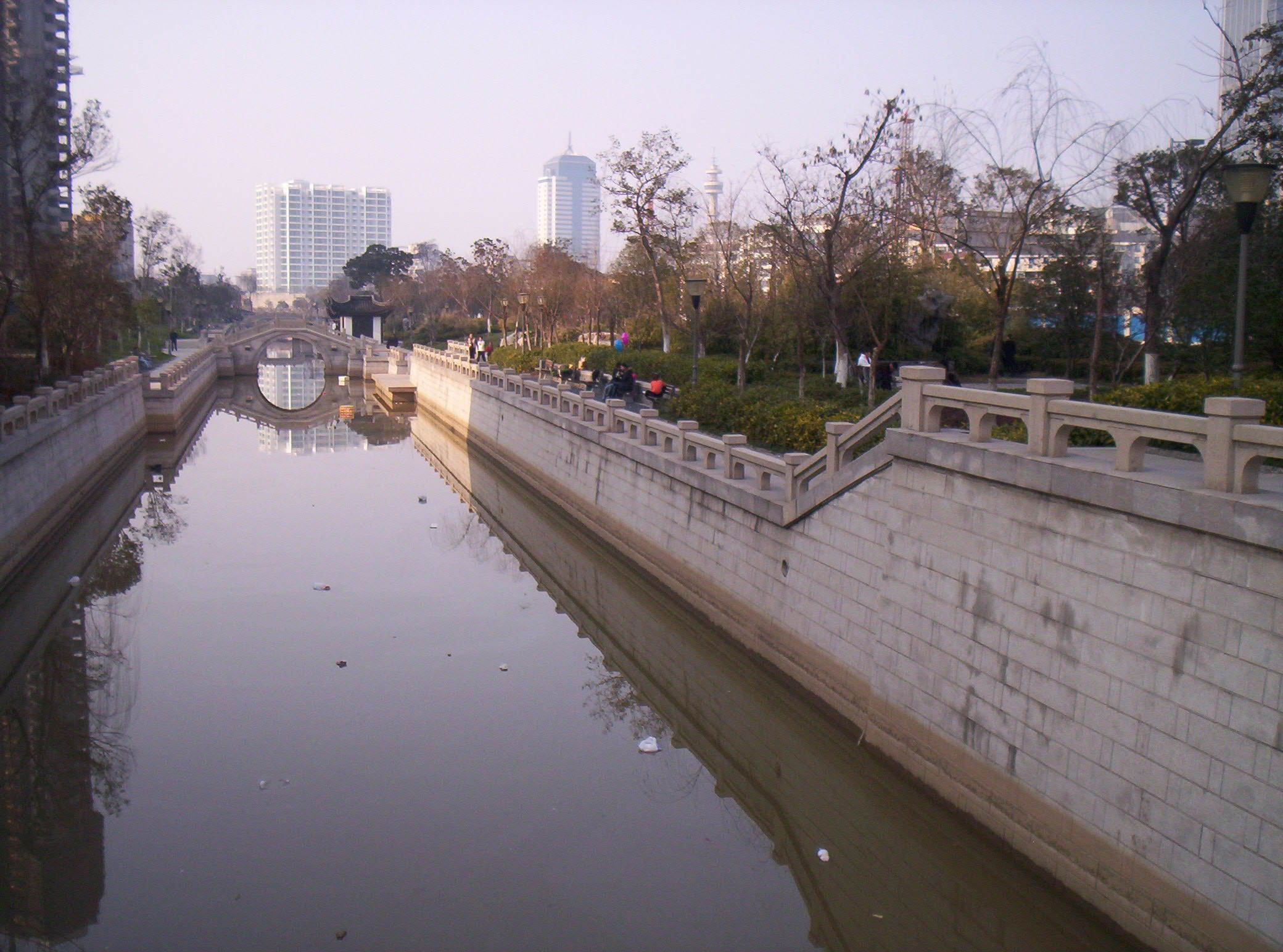
Changzhou de jour